# Petter Tande
Petter Laukslett Tande (Oslo, 11 juni 1985) is een Noorse noordse combinatieskiër. Hij vertegenwoordigde zijn vaderland op de Olympische Winterspelen 2006 in Turijn.

## Carrière
Tande maakte zijn wereldbekerdebuut in maart 2002 in Trondheim, bij het begin van het seizoen 2002/2003 eindigde hij in het Finse Kuusamo voor de eerste maal in toptien. Op de wereldkampioenschappen noordse combinatie 2003 in Val di Fiemme, Italië eindigde de Noor als twintigste op de Gundersen en als vijfentwintigste op de sprint, in de teamwedstrijd eindigde hij samen met Ole Morten Graesli, Kristian Hammer en Kenneth Bråten op de vierde plaats. In december 2003 finishte Tande in Trondheim voor de eerste maal in zijn carrière op het podium tijdens een wereldbekerwedstrijd. In het Duitse Oberstdorf nam de Noor deel aan de wereldkampioenschappen noordse combinatie 2005, op dit toernooi eindigde hij als zevende op de Gundersen en als negende op de sprint. Samen met Håvard Klemetsen, Magnus Moan en Kristian Hammer veroverde hij de wereldtitel op de teamwedstrijd. In december 2005 boekte hij in Ramsau, Oostenrijk zijn eerste wereldbekerzege. Tijdens de Olympische Winterspelen van 2006 in Turijn eindigde Tande als vierde op de Gundersen en als zesde op de sprint. Op de wereldkampioenschappen noordse combinatie 2007 in het Japanse Sapporo eindigde de Noor als zesde op de sprint en als dertiende op de Gundersen, samen met Håvard Klemetsen, Espen Rian en Magnus Moan sleepte hij de bronzen medaille in de wacht in de teamwedstrijd. Het seizoen 2007/2008 was het beste uit Tandes carrière, hij wist vier wereldbekerwedstrijden te winnen en eindigde als tweede in het algemeen klassement. In Liberec, Tsjechië nam de Noor deel aan de wereldkampioenschappen noordse combinatie 2009. Op dit toernooi eindigde hij als zevende op de massastart, op de grote schans eindigde hij als vijftiende en op de kleine schans als negentiende. Op de teamwedstrijd legde hij samen met Mikko Kokslien, Jan Schmid en Magnus Moan beslag op het brons.

## Resultaten

### Olympische Spelen
| Jaar | Plaats    | Resultaten                          |
| ---- | --------- | ----------------------------------- |
| 2006 | Turijn    | 4e 15 km Gundersen 6e 7,5 km sprint |
| 2010 | Vancouver | 17e Gundersen NH                    |

### Wereldkampioenschappen
| Jaar | Plaats        | Resultaten                                                 |
| ---- | ------------- | ---------------------------------------------------------- |
| 2003 | Val di Fiemme | 20e 15 km Gundersen 25e 7,5 km Sprint 4e Team              |
| 2005 | Oberstdorf    | 7e 15 km Gundersen · 9e 7,5 km sprint · Team               |
| 2007 | Sapporo       | 6e 7,5 km Sprint · 13e 15 km Gundersen · Team              |
| 2009 | Liberec       | 7e massastart · 15e Gundersen LH · 19e Gundersen NH · Team |

### Wereldbeker

#### Eindklasseringen
| Seizoen   | Plaats | Punten |
| --------- | ------ | ------ |
| 2001/2002 | 50e    | 77     |
| 2002/2003 | 12e    | 309    |
| 2003/2004 | 10e    | 543    |
| 2004/2005 | 7e     | 505    |
| 2005/2006 | 4e     | 812    |
| 2006/2005 | 10e    | 406    |
| 2007/2008 | Zilver | 978    |
| 2008/2009 | 16e    | 340    |

#### Wereldbekerzeges
| Datum            | Plaats   | Onderdeel        |
| ---------------- | -------- | ---------------- |
| 17 december 2005 | Ramsau   | 10 km Massastart |
| 11 maart 2006    | Oslo     | 15 km Gundersen  |
| 6 januari 2008   | Schonach | 15 km Gundersen  |
| 16 februari 2008 | Liberec  | 10 km Massastart |
| 29 februari 2008 | Lahti    | 15 km Gundersen  |
| 9 maart 2008     | Oslo     | 7,5 km Sprint    |